# Augusta Leigh
Augusta Maria Leigh, født Byron, (født 26. januar 1783, død 12. oktober 1851) var halvsøster til digteren lord Byron.
Hun mødte først sin senere så berømte bror i begyndelsen af 1800'erne, men kom snart til at skrive regelmæssigt med ham. Da de ikke var vokset op sammen, betragtede de næsten hinanden som fremmede, og det lader til, at de blev forelsket i hinanden. Der gik rygter om et incestuøst forhold mellem de to, og da Augusta, der var gift med sin fætter, George Leigh, i 1814 fik sin tredje datter, omtalte lord Byron denne på en måde, som om det var hans datter. Pigen fik navnet Elizabeth Medora, og lord Byron havde kort inden fødslen skrevet digtet The Corsar, hvori der optræder en heltinde ved navn Medora. 
Lord Byron skrev om Augusta i Epistles to Augusta og Stanzas to Augusta (begge 1816). 